# ウェイ・ユンジェ
ウェイ・ユンジェ（魏 筠潔、英語：Yun-Jye Wei、1979年9月13日 - ）は、台湾新竹県出身の女子プロゴルファーである。所属はフリー。

## 来歴
アマチュア時代からアジアの強豪として知られ、1998年のプロの大会である「タイ女子オープン」で優勝した他、1998年と1999年には「日本女子アマチュアゴルフ選手権競技」を連覇している。
1999年に台湾女子プロゴルフ協会（TLPGA）に入会しプロ転向。
2000年にTLPGAツアー「台湾女子オープン」優勝。同年日本女子プロゴルフ協会（JLPGA）のプロテストを受験するも不合格。
2001年「インドネシア女子オープン」優勝。同年JLPGAのプロテストに合格し、JLPGAツアー参戦を果たす。この年は僅か8試合の出場であったが、その全てで予選通過。年間獲得賞金ランキング（賞金ランク）48位で、参戦初年度にして自身初のシード入りを果たす。
2003年「アピタ・サークルK・サンクスレディス」でJLPGAツアー初優勝。同年「TLPGAツアー第3戦」優勝。
2004年TLPGAツアー「星願盃プロゴルフマッチプレー」優勝。
2006年JLPGAツアー「ゴルフ５レディスプロゴルフトーナメント」、「大王製紙エリエールレディスオープン」を共に優勝。同年賞金ランクで自身最高位となる8位に入る。
2010年JLPGAツアー「ヨコハマタイヤゴルフトーナメント PRGRレディスカップ」優勝。同ツアー参戦初年度から同年まで10年連続で賞金シード入りした。
2011年、2012年はシード権を失ったが、2013年は再びシード権を獲得。
2017年、JLPGA下部のステップ・アップ・ツアー「日台交流うどん県レディースゴルフトーナメント」出場を最後に日本での試合出場はない。